# Football Club Turris 1944 1994-1995
Questa pagina raccoglie le informazioni riguardanti la Football Club Turris 1944 nelle competizioni ufficiali della stagione 1994-1995.

## Rosa
| N. |                   | Ruolo | Calciatore          |
| -- | ----------------- | ----- | ------------------- |
|    | Italia (bandiera) | C     | Enrico Maria Amore  |
|    | Italia (bandiera) | A     | Giuseppe Balzano    |
|    | Italia (bandiera) | D     | Salvatore Cangiano  |
|    | Italia (bandiera) | C     | Francesco Cetronio  |
|    | Italia (bandiera) | A     | Giovanni Cipolla    |
|    | Italia (bandiera) | A     | Tommaso De Carolis  |
|    | Italia (bandiera) | D     | Gabriele Di Martino |
|    | Italia (bandiera) | A     | Tiziano D'Isidoro   |
|    | Italia (bandiera) | D     | Massimo Fiorentino  |
|    | Italia (bandiera) | C     | Marco Gori          |
|    | Italia (bandiera) | D     | Biagio Grasso       |
|    | Italia (bandiera) | C     | Alfonso Greco       |
|    | Italia (bandiera) | D     | Pierpaolo Lauretti  |

| N. |                   | Ruolo | Calciatore                 |
| -- | ----------------- | ----- | -------------------------- |
|    | Italia (bandiera) | D     | Giuseppe Marino            |
|    | Italia (bandiera) | D     | Giovanni Francesco Palomba |
|    | Italia (bandiera) | D     | Paolo Antonio Petrullo     |
|    | Italia (bandiera) | P     | Francesco Paolo Priore     |
|    | Italia (bandiera) | A     | Davide Ricci               |
|    | Italia (bandiera) | C     | Fabio Saggiomo             |
|    | Italia (bandiera) | A     | Pasquale Sanseverino       |
|    | Italia (bandiera) | P     | Luigi Sassanelli           |
|    | Italia (bandiera) | A     | Luca Scarano               |
|    | Italia (bandiera) | D     | Mario Somma                |
|    | Italia (bandiera) | C     | Salvatore Sullo            |
|    | Italia (bandiera) | D     | Giovanni Tenace            |
|    | Italia (bandiera) | C     | Alberto Urban              |

## Risultati

### Campionato

#### Girone di andata
| Arbitro: | Ferrarini (Parma) |

|  |           |                   |
|  | Marcatori | 34’, 35’ Aglietti |

| Arbitro: | Longo (Paola) |

|                             |           |  |
| 15’ Barbera , 90’ D'Ainzara | Marcatori |  |

| Arbitro: | Branzoni (Pavia) |

|               |           |            |
| 48' D'Isidoro | Marcatori | 26' Lapini |

| Arbitro: | Preschern (Mestre) |

|                                |           |  |
| 31' Epifani , 45'r. 82' Ortoli | Marcatori |  |

| Arbitro: | Calvi (Milano) |

|               |           |                         |
| 26' Carruezzo | Marcatori | 16' D'Isidoro 85' Amore |

| Arbitro: | Guiducci (Arezzo) |

|               |           |  |
| 50' D'Isidoro | Marcatori |  |

| Arbitro: | Baglioni (Prato) |

|                                 |           |                   |
| 28'r Barraco 66' e 72' Esposito | Marcatori | 41' e 55' r Amore |

| Arbitro: | Malatesta (Terni) |

|                |           |               |
| 8' e 24' Ricci | Marcatori | 36' Francioso |

| Roma 23 ottobre 1994 9ª giornata                                                                     | Lodigiani | 3 – 2                   | Turris |  |
| \| \| \| \| \| 37' Sorrentino 57' Bettoni , 74' Matticari \| Marcatori \| 14' Amore 42' D'Isidoro \| |           |                         |        |  |
| |           |                         |        |  |
| 37' Sorrentino 57' Bettoni , 74' Matticari                                                           | Marcatori | 14' Amore 42' D'Isidoro |        |  |

| Arbitro: | Serena (Bassano del Grappa) |

|                 |           |                 |
| 15' Sanseverino | Marcatori | 57' Bertuccelli |

| Empoli 13 novembre 1994 11ª giornata | Empoli                    | 0 – 0 | Turris | \| Arbitro: \| Sciamanna (Ascoli Piceno) \| |
| Arbitro:                             | Sciamanna (Ascoli Piceno) |       |        |                                             |

| Torre del Greco 20 novembre 1994 12ª giornata                                                        | Turris    | 3 – 4                                        | Atletico Catania | Stadio Amerigo Liguori |
| \| \| \| \| \| 37' 52' 70' D'Isidoro \| Marcatori \| 14' e 58' Calvaresi 44' Ianuale , 86' Monari \| |           |                                              |                  |                        |
| |           |                                              |                  |                        |
| 37' 52' 70' D'Isidoro                                                                                | Marcatori | 14' e 58' Calvaresi 44' Ianuale , 86' Monari |                  |                        |

| Arbitro: | Ercolino (Cassino) |

|                                                 |           |               |
| 2' Marino , 36' Lupo , 41 , 43' e 46' Provitali | Marcatori | 86' D'Isidoro |

| Arbitro: | Acronzio (Teramo) |

|           |           |              |
| 71' Ricci | Marcatori | 39' Di Bella |

| Arbitro: | Sorte (Bergamo) |

|                                     |           |              |
| 8' 22' 34' D'Isidoro 42' De Carolis | Marcatori | 38' Lo Garzo |

| 18 dicembre 1994 16ª giornata | Pontedera     | 0 – 0 | Turris | \| Arbitro: \| Lion (Padova) \| |
| Arbitro:                      | Lion (Padova) |       |        |                                 |

| Arbitro: | Pin (Conegliano Veneto) |

|                      |           |  |
| 72' (Aut) Fiorentino | Marcatori |  |

#### Girone di ritorno
| Arbitro: | Urbano (Carbonia) |

|                                          |           |  |
| 75' Cevoli , 86' Belmonte , 90' Aglietti | Marcatori |  |

| Torre del Greco 22 gennaio 1995 19ª giornata | Turris            | 0 – 3 | Sora | Stadio Amerigo Liguori \| Arbitro: \| Malatesta (Terni) \| |
| Arbitro:                                     | Malatesta (Terni) |       |      |                                                            |

| Arbitro: | Pizzini (Verona) |

|                          |           |  |
| 7' Lapini , 79' Campioli | Marcatori |  |

| Arbitro: | Alban (Bassano del Grappa) |

|  |           |                 |
|  | Marcatori | 64' Capocchiano |

| Arbitro: | Branzoni (Pavia) |

|  |           |              |
|  | Marcatori | 35' Giordano |

| Arbitro: | Dagnello (Trieste) |

|                |           |  |
| 10' Di Criscio | Marcatori |  |

| Arbitro: | Vendramin (Castelfranco) |

|              |           |                            |
| 23' Lauretti | Marcatori | 18' Esposito 87' Di Pietro |

| Arbitro: | Fausti (Milano) |

|                                                  |           |  |
| 51' Cucciari ,54'r Francioso ,63' (Aut) Lauretti | Marcatori |  |

| Arbitro: | Serena (Bassano del Grappa) |

|                                          |           |  |
| 7' 87' D'Isidoro , 43' Sullo , 57' Ricci | Marcatori |  |

| Castellammare di Stabia 2 aprile 1995 27ª giornata | Juventus Stabia    | 0 – 0 | Turris | Stadio Romeo Menti\| Arbitro: \| Ercolino (Cassino) \| |
| Arbitro:                                           | Ercolino (Cassino) |       |        |                                                        |

| Torre del Greco 9 aprile 1995 28ª giornata | Turris              | 0 – 0 | Empoli | Stadio Amerigo Liguori \| Arbitro: \| Strazzera (Trapani) \| |
| Arbitro:                                   | Strazzera (Trapani) |       |        |                                                              |

| Arbitro: | Nucini (Bergamo) |

|                   |           |                      |
| 9' 33' 53' Monari | Marcatori | 4' Balzano 18' Amore |

| Arbitro: | Ferrarini (Parma) |

|             |           |                |
| 68' Scarano | Marcatori | 37' Carannante |

| Arbitro: | Rossi (Ciampino) |

|  |           |          |
|  | Marcatori | 4' Ricci |

| Arbitro: | Acronzio (Teramo) |

|                                    |           |  |
| 51' (Aut) Fiorentino , 89' Cicconi | Marcatori |  |

| Arbitro: | Piretti (Ravenna) |

|                 |           |              |
| 20' e 49' Ricci | Marcatori | 84' Cecchini |

| Gualdo Tadino 28 maggio 1995 34ª giornata | Gualdo          | 0 – 0 | Turris | \| Arbitro: \| Sirotti (Forlì) \| |
| Arbitro:                                  | Sirotti (Forlì) |       |        |                                   |

#### Play-Out
| Arbitro: | Rossi (Ciampino) |

|           |           |  |
| 26' Ricci | Marcatori |  |

| Arbitro: | Serena (Bassano del Grappa) |

|                                                           |           |  |
| 5' ® Passoni , 14' Francioso , 22' Lanotte , 48' Cucciari | Marcatori |  |